# Olijfgroene zwartsneesatijnzwam
De olijfgroene zwartsneesatijnzwam (Entoloma querquedula) is een schimmel behorend tot de familie Entolomataceae. Hij leeft saprotroof, in kleine groepjes in matig vochtige duinvalleien met kruipwilg (Salix repens), meidoorn (Crataegus) en kardinaalshoed (Euonymus).

## Kenmerken

### Uiterlijke kenmerken
Hoed
De hoed is doorschijnend gestreept en sterk radiar vezelig. De diameter is 20 tot 50 mm. De vorm is eerst stomp kegelvormig met een lichtjes opstaande rand, later glasachtig tot vlak, donkerbruin met een blauwgroene of olijfkleurige tint, vooral in het midden. De hoedi niet hygrofaan en ongegroefd.
Lamellen
De lamellen zijn witachtig of blauwachtig, worden grijs als ze volwassen zijn en roze gekleurd door sporen. De lamellen zijn adnate-emarginate aangeheht. De lamelsnede is bleek roze tot blauwzwart met enigszins zaagachtige rand.
Steel
De steel is 30-60 mm lang en 2-4 mm dik. Hij is cilindrisch of zijdelings samengedrukt, blauwgrijs met olijfkleurige tinten, tamelijk kaal, slechts soms mat onder de hoed.
Geur en smaak
Het vlees is blauwgrijs onder de hoedhuid en de steel, elders witachtig, zonder een duidelijke smaak of geur.

### Microscopische kenmerken
De sporen zijn hoekig met 5–7 punten en meten 8,5–12 × 6,5–8 µm (Q = 1,2–1,7). De basidia zijn 4-sporig. De cheilocystidia zijn cilindrisch of knotsvormig, blauw gepigmenteerd. Er zijn geen gespen aanwezig. In de hoedhuid is de celinhoud gepigmenteerd.

## Verspreiding
In Nederland komt de olijfgroene zwartsneesatijnzwam zeldzaam voor. Hij staat op de rode lijst in de categorie 'gevoelig'.